# خوان ده کارسر
خوان ده کارسر (اسپانیایی: Juan de Cárcer‎) یک مربی و بازیکن فوتبال اهل اسپانیا است.
از باشگاه‌هایی که در آن بازی کرده‌است می‌توان به باشگاه فوتبال اتلتیکو مادرید اشاره کرد. وی از سال ۱۹۲۰ تا ۱۹۲۶ سرمربی باشگاه فوتبال رئال مادرید بوده است.